# Ihor Miroschnytschenko

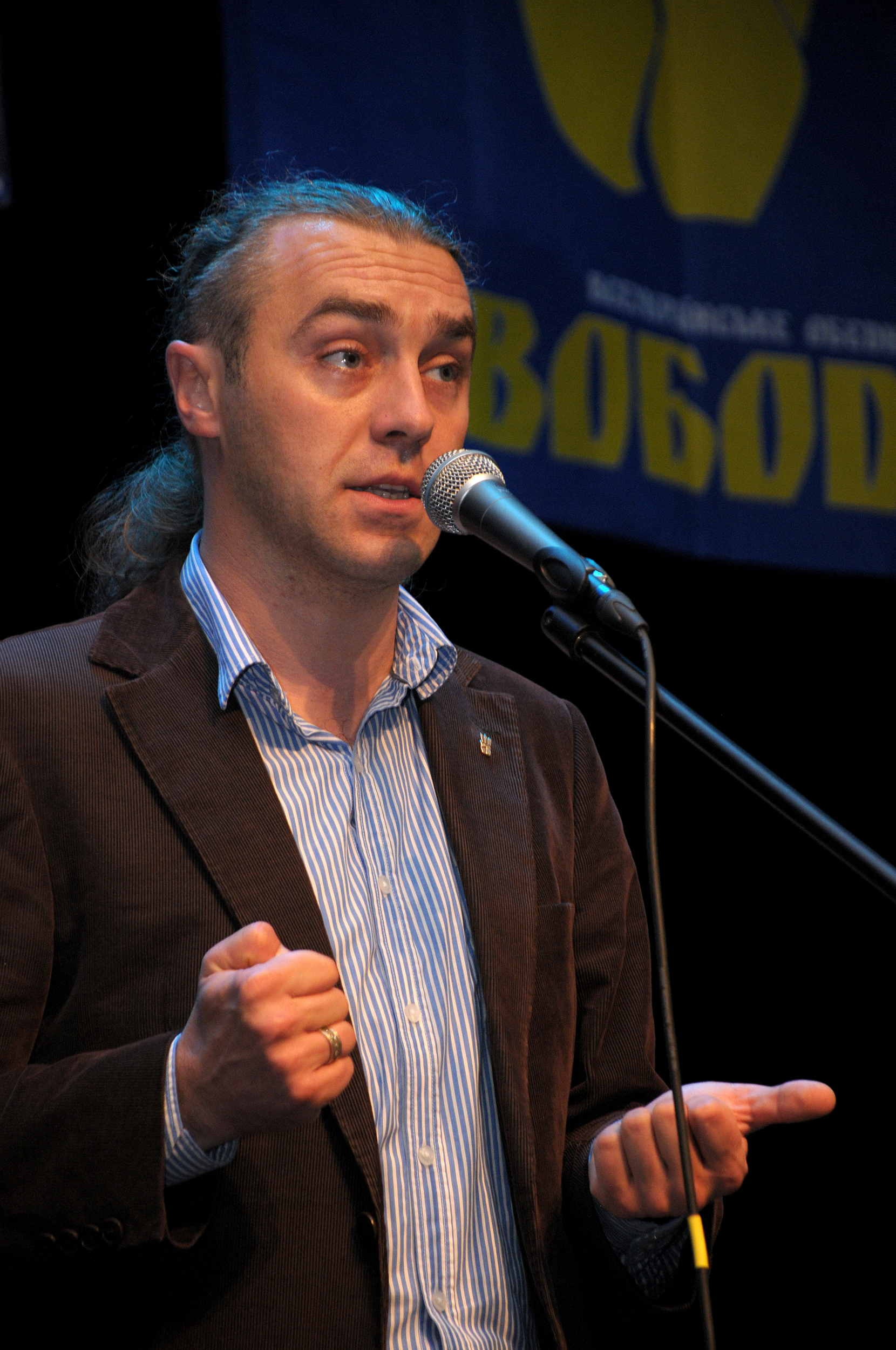
Ihor Miroschnytschenko, 2012

Ihor Mychailowytsch Miroschnytschenko (ukrainisch Ігор Михайлович Мірошниченко, * 20. Februar 1976 in Lebedyn) ist ein ukrainischer Politiker der rechtsextremen Partei Allukrainische Vereinigung „Swoboda“.

## Leben
Miroschnytschenko arbeitete als Sportkommentator beim Fernsehen und war Pressesprecher der ukrainischen Fußballnationalmannschaft. Er ist Abgeordneter im ukrainischen Parlament; dort ist er stellvertretender Vorsitzender des „Ukrainischen Komitees für Meinungsfreiheit“.
Am Abend des 18. März 2014 drang eine Gruppe von Parlamentsabgeordneten und Unterstützern der Partei Allukrainische Vereinigung „Swoboda“ unter Führung von Miroschnytschenko in das Kiewer Büro des Chefs des Fernsehsenders Natsionalna Telekompanija Ukraïny, Olexandr Pantelejmonow, ein und zwangen ihn mit Schlägen, eine Kündigungserklärung zu unterschreiben. Sie warfen ihm vor, er sei ungeeignet, weil er russische Propaganda unterstütze. Der Sender hatte Ausschnitte von einem Auftritt des russischen Präsidenten Wladimir Putin gezeigt, in dem dieser das Ergebnis einer umstrittenen Volksabstimmung für einen Anschluss der Republik Krim an Russland begrüßte (siehe Annexion der Krim 2014).

## Einschätzung
Das US-amerikanische Wiesenthal-Center führt Miroschnytschenko gemeinsam mit Parteichef Oleh Tjahnybok auf seiner Rangliste der Antisemiten auf dem fünften Platz.